# Chrysolina boreosinica
Chrysolina boreosinica é uma espécie de artrópode pertencente à família Chrysomelidae.